# Enalapril
Enalapril, administrado na forma de maleato de enalapril, é um pró-fármaco utilizado no tratamento da hipertensão e também em casos de insuficiência cardíaca (IC), sendo que seu mecanismo de ação envolve a inibição da enzima conversora da angiotensina (ECA). É derivado dos aminoácidos L-alanina e L-prolina.  Depois de sofrer esterificação no fígado e nos rins, transforma-se em enalaprilato, sua forma ativa.

## Mecanismo de ação
Depois de administrado, o maleato de enalapril é absorvido e sofre hidrólise, formando o enalaprilato, um inibidor da enzima conversora de angiotensina (IECA) de alta especifidade, longa ação e não sulfidrílico. Seu uso pode ser isolado ou associado a outros anti-hipertensivos, particularmente os diuréticos. O maleato de enalapril inibe a formação de angiotensina II, um potente vasoconstritor (substância que diminui o calibre dos vasos sanguíneos e aumenta a pressão arterial). A angiotensina II também estimula a secreção de aldosterona, substância responsável pela retenção de água e sódio no organismo. Portanto, a inibição da ECA resulta em um nível plasmático diminuído de angiotensina II, e como consequência, leva à diminuição da atividade vasopressora e da secreção de aldosterona, o que pode resultar em um discreto aumento nos níveis séricos do potássio. Através desta ação, o maleato de enalapril pode também facilitar o trabalho do coração, tornando-o mais eficiente, o que é importante em casos de insuficiência cardíaca. O início da ação do maleato de enalapril se dá dentro de uma hora e seus efeitos geralmente continuam por 24 horas. O controle da pressão arterial é, em geral, obtido após alguns dias de tratamento.

## Contra-indicação
O enalapril não pode ser administrado em pacientes com histórico de reação alérgica aos IECAs, na gravidez, na lactação e em portadores de estenose da artéria renal. Pacientes com insuficiência renal ou hepática devem ser monitorados por um médico, uma vez que a droga é metabolizada nesses órgãos.

## Interações
- Espironolactona[4]
- Triantereno[4]
- Amilorida[4]
- Suplementos de potássio[4]
- Diurético retentor de potássio[4]
- Propanolol[4]
- AINEs[5]
- Outros anti-hipertensivos[4]

## Nomes comerciais
- Renitec
- Eupressin e Eupressin H
- Angiopril
- Renitec
- Renalapril
- Enaprotec
- Glioten
- Vasopril
- Maleapril
- Enalamed
- Multipressim
- Enaplex